# Мистелбах на Цаји
Мистелбах на Цаји град је у североисточној Аустрији у покрајини Доња Аустрија и седиште је истоименог округа.

## Природне одлике
Град је смештен 55 км северно од Беча и формирао се у Винској четврти Доње Аустрије. Надморска висина града је око 190 m, а подручје око града је валовито и плодно. Кроз град протиче речица Цаја.

## Становништво
| 1981.  | 1991.  | 2001.  | 2011.  |
| ------ | ------ | ------ | ------ |
| 10.251 | 10.234 | 10.644 | 10.963 |

По процени из 2016. у граду је живело 11546 становника. Последњих деценија број становника у граду се повећава.

## Галерија
- Куће на главном тргу
- Старо градско језгро
- Музеј у Мистелбаху
- Градска железничка станица